# Aço inoxidável

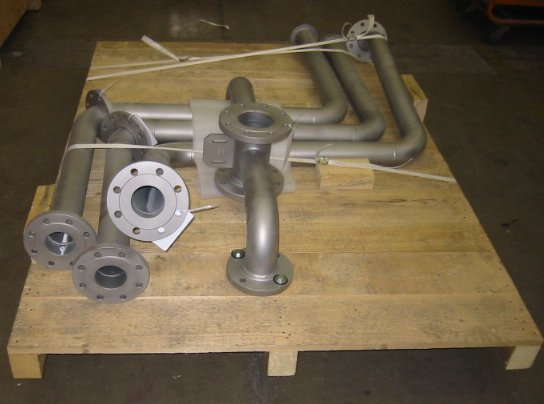
Peças de aço inoxidável.

O aço inoxidável ou inox é uma liga de ferro e crómio, podendo conter também níquel, molibdénio e outros elementos, que apresenta propriedades físico-químicas superiores aos aços comuns, sendo a alta resistência à oxidação atmosférica a sua principal característica. As principais famílias de aços inoxidáveis, classificados segundo a sua microestrutura, são: ferríticos, austeníticos, martensíticos, endurecíveis por precipitação e Duplex.
Estes elementos de liga, em particular o crómio, conferem uma excelente resistência à corrosão quando comparados com os aços carbono. Eles são, na realidade, aços oxidáveis. Isto é, o crómio presente na liga oxida-se em contacto com o oxigênio do ar, formando uma película, muito fina e estável, de óxido de crómio - Cr2O3 - que se forma na superfície exposta ao meio. Ela é denominada camada passiva e tem como função proteger a superfície do aço contra processos corrosivos. Para isto é necessária uma quantidade mínima de crómio de cerca de 11% em massa. Esta película é aderente e impermeável, isolando o metal abaixo dela do meio agressivo. Assim, deve-se ter cuidado para não reduzir localmente o teor de crómio dos aços inoxidáveis durante o processamento. Este processo é conhecido em metalurgia como passivação.
Por ser muito fina — cerca de 100 angstrons — a película tem pouca interação com a luz e permite que o material continue a apresentar o seu brilho característico.

## História
O aço inoxidável foi descoberto por Harry Brearley (1871-1948), que começou a trabalhar como operário numa produtora de aço com a idade de 12 anos, na sua terra natal, Sheffield (Inglaterra).
Em 1912, Harry começou a investigar, a pedido dos fabricantes de armas, uma liga metálica que apresentasse uma resistência maior ao desgaste que ocorria no interior dos canos das armas de fogo como resultado do calor liberado pelos gases.
De início a sua pesquisa consistia em investigar uma liga que apresentasse uma maior resistência ao desgaste. Porém, ao realizar o ataque químico para revelar a microestrutura desses novos aços com altos teores de crómio que estava a pesquisar, Brearley notou que o ácido nítrico - um reativo comum para os aços - não surtia efeito algum.
Brearley não obteve uma liga metálica que resistia ao desgaste, obteve porém uma liga metálica resistente a corrosão. A aplicação imediata foi destinado para a fabricação de talheres, que até então eram fabricados a partir de aço carbono e se corroíam com facilidade devido aos ácidos presentes nos alimentos.

## Aplicações

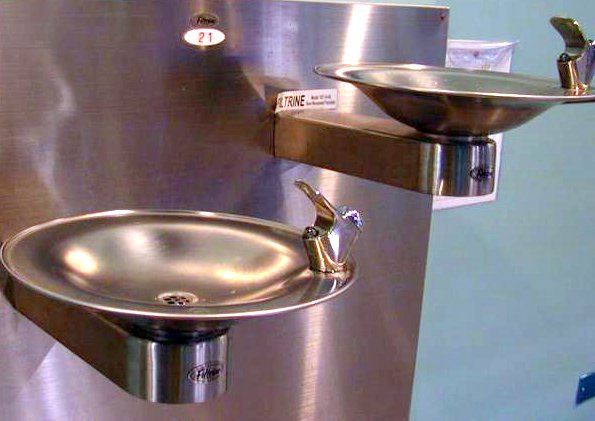
Dois bebedouros de aço inoxidável.

Os aços inoxidáveis são utilizados principalmente para cinco tipos de mercados:
- Eletrodomésticos: Grandes eletrodomésticos e pequenos utensílios domésticos.
- Automóveis: produção de peças para veículos como, por exemplo, escapamentos.
- Construção: edifícios e mobiliários,
- Indústria: alimentação, produtos químicos e petróleo.
- Setor de Serviços: fachadas e placas de sinalização visual.

A sua resistência à corrosão, as suas propriedades higiénicas e estéticas fazem do aço inoxidável um material muito atractivo para satisfazer diversos tipos de demandas. Os produtos de limpeza indicados para a limpeza do Aço Inox são: o sabão, os detergentes suaves e/ou neutros e as soluções de amónia (removedores caseiros) em água morna. Aplique com um pano macio ou uma esponja de nylon fino, enxague em água abundante e seque com pano macio. Uma outra utilidade na cozinha é o sabonete inox, esfregado nas mãos após a manipulação de alimentos que exalam odores fortes.

## Mercado Mundial
Dados divulgados pelo Fórum Internacional de Aço Inox (ISSF: International Stainless Steel Fórum), em 2011, a produção mundial de aço inoxidável foi de 32,1 milhões de toneladas, o que representa um crescimento de 3,3% em relação a 2010. A Ásia (excluindo a China) registrou queda de 2,7% da produção de inox, equivalente a 8,8 milhões de toneladas em 2011 e os países que registraram aumento foram a Coreia do Sul (+ 5,3%) e a Índia (+7,0%). A China teve uma produção de 12,6 milhões de toneladas, um aumento de 11,9% em relação a 2010. Na Europa Ocidental e África, a produção permaneceu estável, com 7,9 milhões de toneladas. Por outro lado, a Europa Central e Oriental, apesar do aumento de 14,1%, registrou uma produção de 387 mil toneladas, quantidade pouco expressiva a nível mundial. Nas Américas, houve alta de 4,7% em relação a 2010, com 2,5 milhões de toneladas.

## Tipos de aço inoxidável
Como mencionado anteriormente, podemos classificar o aço inox nos grupos: ferríticos, austeníticos, martensíticos, endurecíveis por precipitação e Duplex.
As diversas microestruturas dos aços são função da quantidade dos elementos de liga presentes. Existem basicamente dois grupos de elementos de liga: os que estabilizam a ferrita (Cr, Si, Mo, Ti e Nb); e os que estabilizam a austenita (Ni, C, N e Mn).
A composição química junto com o processamento termomecânico, confere aos aços inoxidáveis propriedades diferentes. Assim, cada grupo de aço inox tem uma aplicação. Abaixo, temos algumas aplicações dos aços inoxidáveis.
- Austenítico (resistente à corrosão)
  - equipamentos para indústria química e petroquímica
  - equipamentos para indústria alimentícia (cutelaria) e farmacêutica
  - construção civil
  - baixela e utensílios domésticos.
- Ferrítico (resistente à corrosão, mais barato por não conter níquel)
  - eletrodomésticos (fogões, geladeiras, etc)
  - frigoríficos
  - moedas
  - indústria automobilística
  - talheres
  - sinalização visual - Placas de sinalização e fachadas
- Martensítico (dureza elevada, menor resistência à corrosão)
  - instrumentos cirúrgicos como bisturi e pinças
  - facas de corte
  - discos de freio especiais

## Propriedades
- Alta resistência à corrosão
- Resistência mecânica adequada
- Facilidade de limpeza/Baixa rugosidade superficial
- Aparência higiênica
- Material inerte
- Facilidade de conformação
- Facilidade de união
- Resistência a altas temperaturas
- Resistência a temperaturas criogênicas (abaixo de 0 °C)
- Resistência às variações bruscas de temperatura
- Acabamentos superficiais e formas variadas
- Forte apelo visual (modernidade, leveza e prestígio)
- Relação custo/benefício favorável
- Baixo custo de manutenção
- Material reciclável
- De boa fabricação
- Densidade média = 8 000 kg/m³